# Вестерганінґе
Вестерганінґе (швед. вимова: [vɛstɛr²haˌnːɪŋɛ]) — місто в комуні Ганінге, лен Стокгольм, Швеція, з 15 134 жителями в 2010 році. Воно з'єднане з Стокгольмом приміською залізницею. Вестерганінґе межує з великим лісом Ганведен на півночі, з Йордбру на сході, з сільським районом на півдні та Тунгелстою на заході. Місто знаходиться в 22 км від Стокгольма та 6 km від Гандена.

## Історія
У XIII столітті була зведена церква Вестерганінґе. Перша письмена згадка датована 1314 р. У 1350 році поселення було спустошене пандемією Чорної смерті. У 1641 році сталася пожежа церкви Вестерганінґе. У 1710 р. чума знову спустошила поселення. У 1831 році блискавка зруйнувала церкві, яка майже вся згоріла. Після реконструкції вона отримала свій сучасний вигляд. У 1834 році побудовано першу школу.
28 грудня 1901 року було відкрито залізницю Стокгольм-Нюнесгамн, що стало вирішальним фактором для подальшого розвитку комуни протягом 20-го століття, особливо після 1950 року, коли населення збільшилося у зв'язку з мільйонною програмою, і були побудовані нові житлові райони. У 1920–24 місто було електрифіковано У 1920-ті та 30-ті роки покращили деякі основні дороги для постійно зростаючого руху автобусів і автомобілів. У 1953 році був зведений перший багатоквартирний будинок, в 1953—1970 рр. побудовано більшість житлових будинків Вестерганінґе. В 1959—60 рр. компанії почали засновуватися в промисловій зоні Håga. У 1973 році відкрито приміське залізничне сполучення з Стокгольмом.

## Галерея

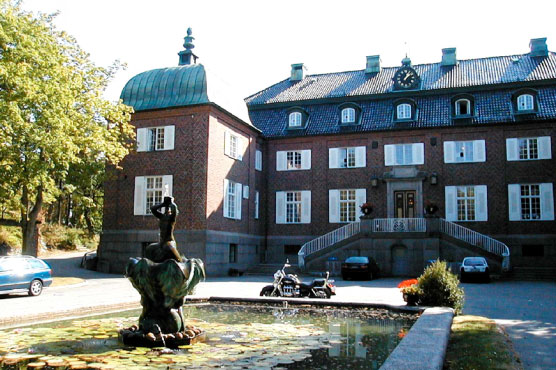
Замок Берга
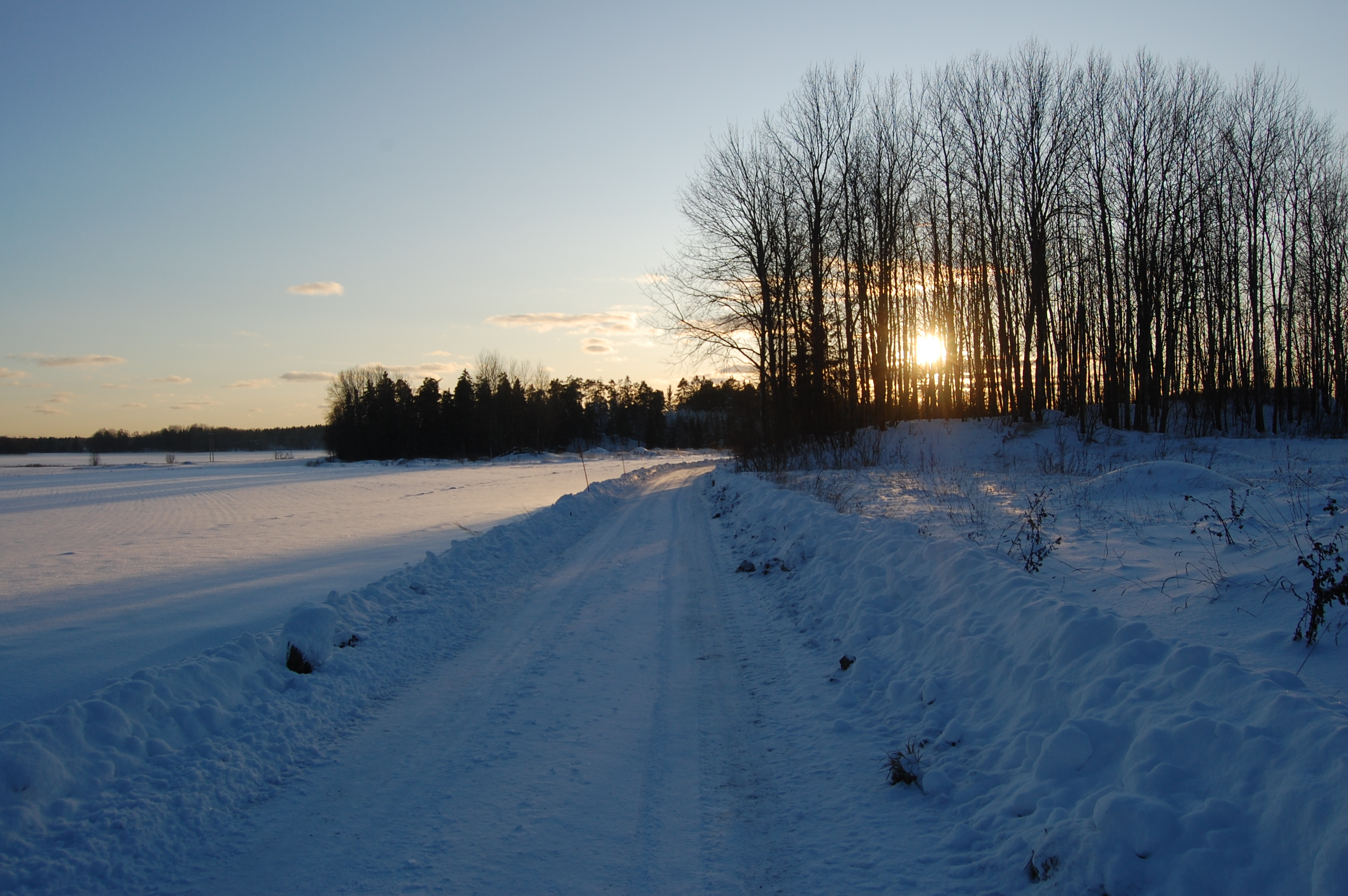
Заповідник Skarplöts
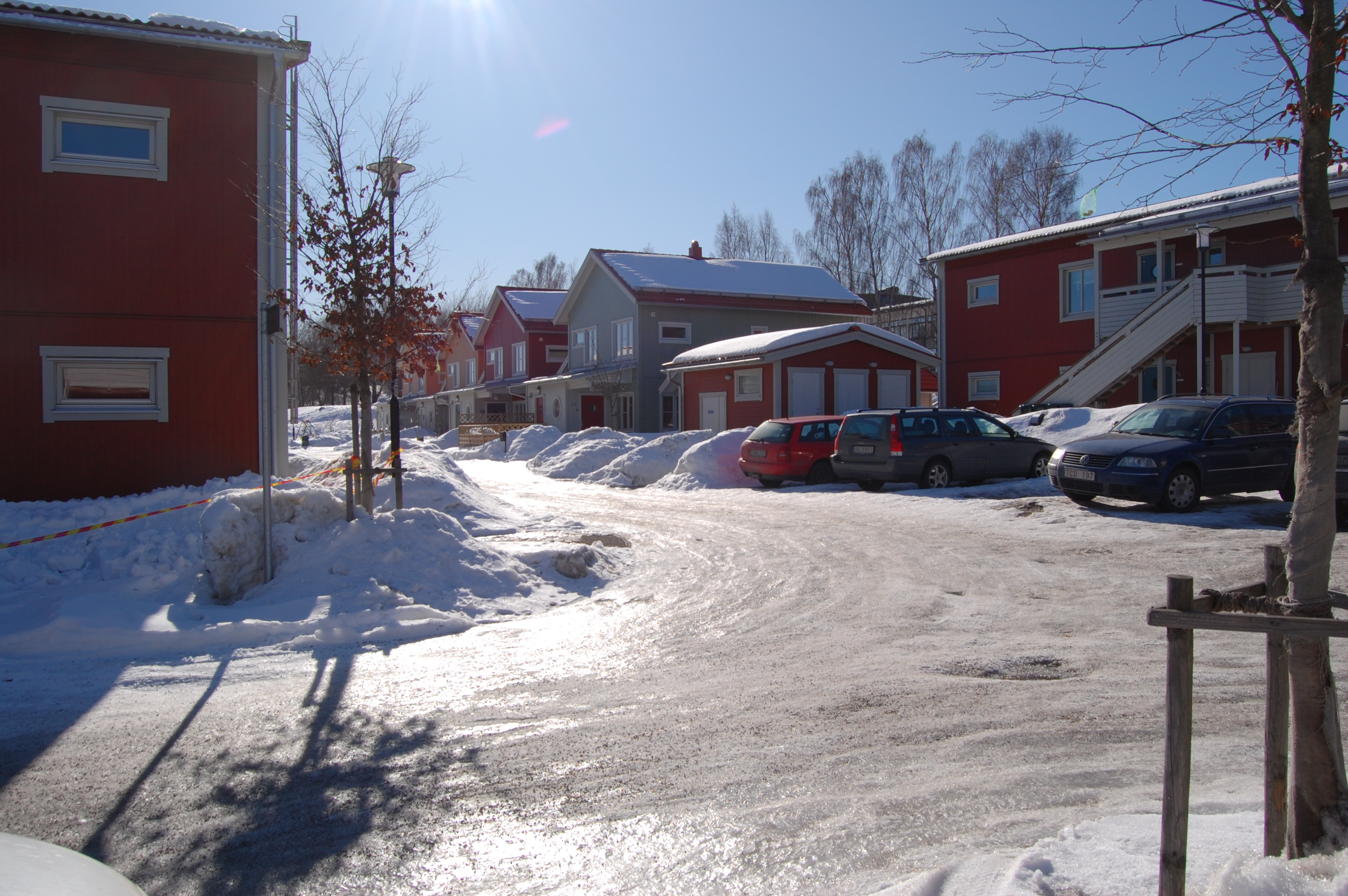
Будинки в Вестерганінґе
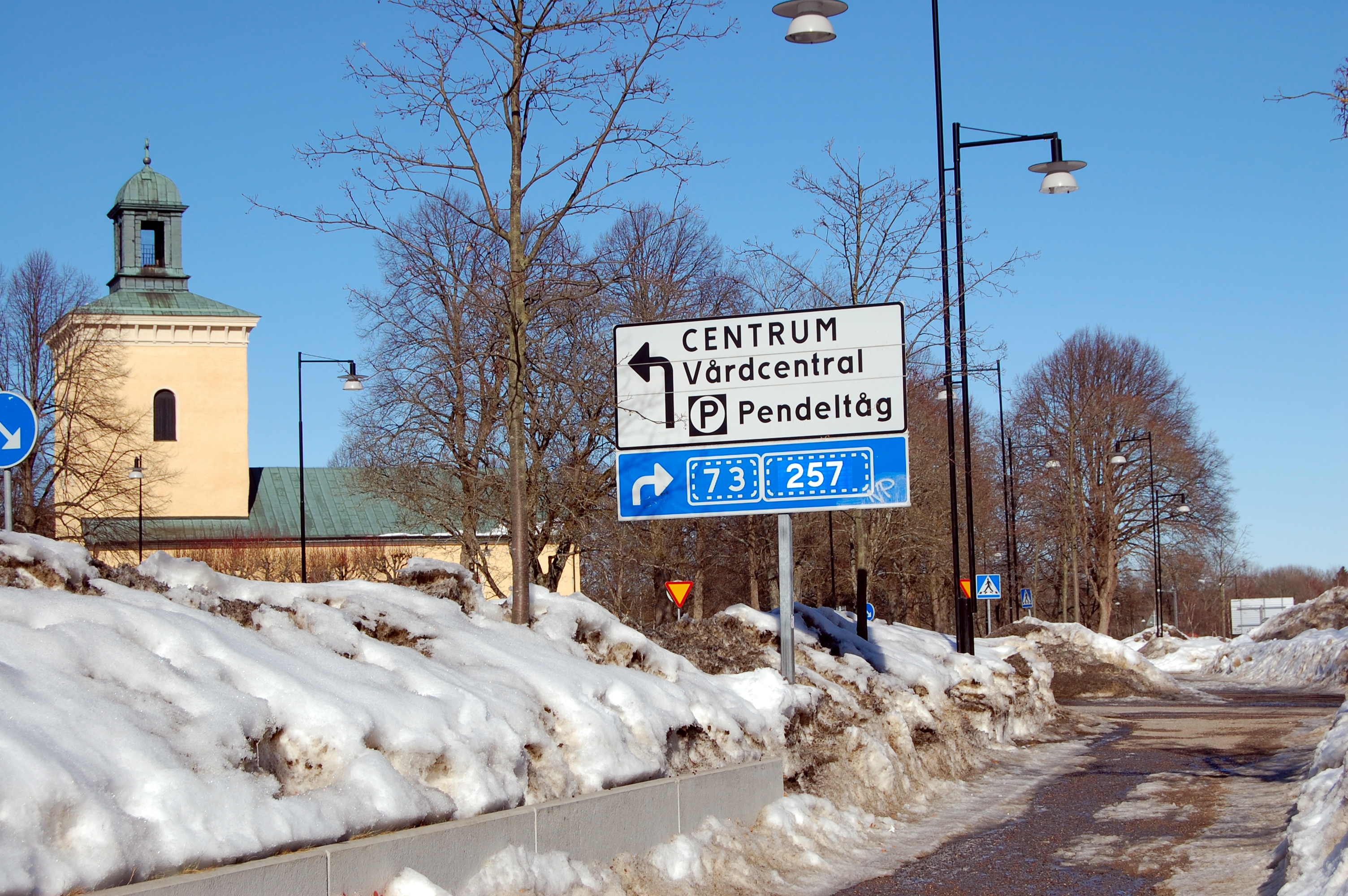
В'їзд до залізничної станції
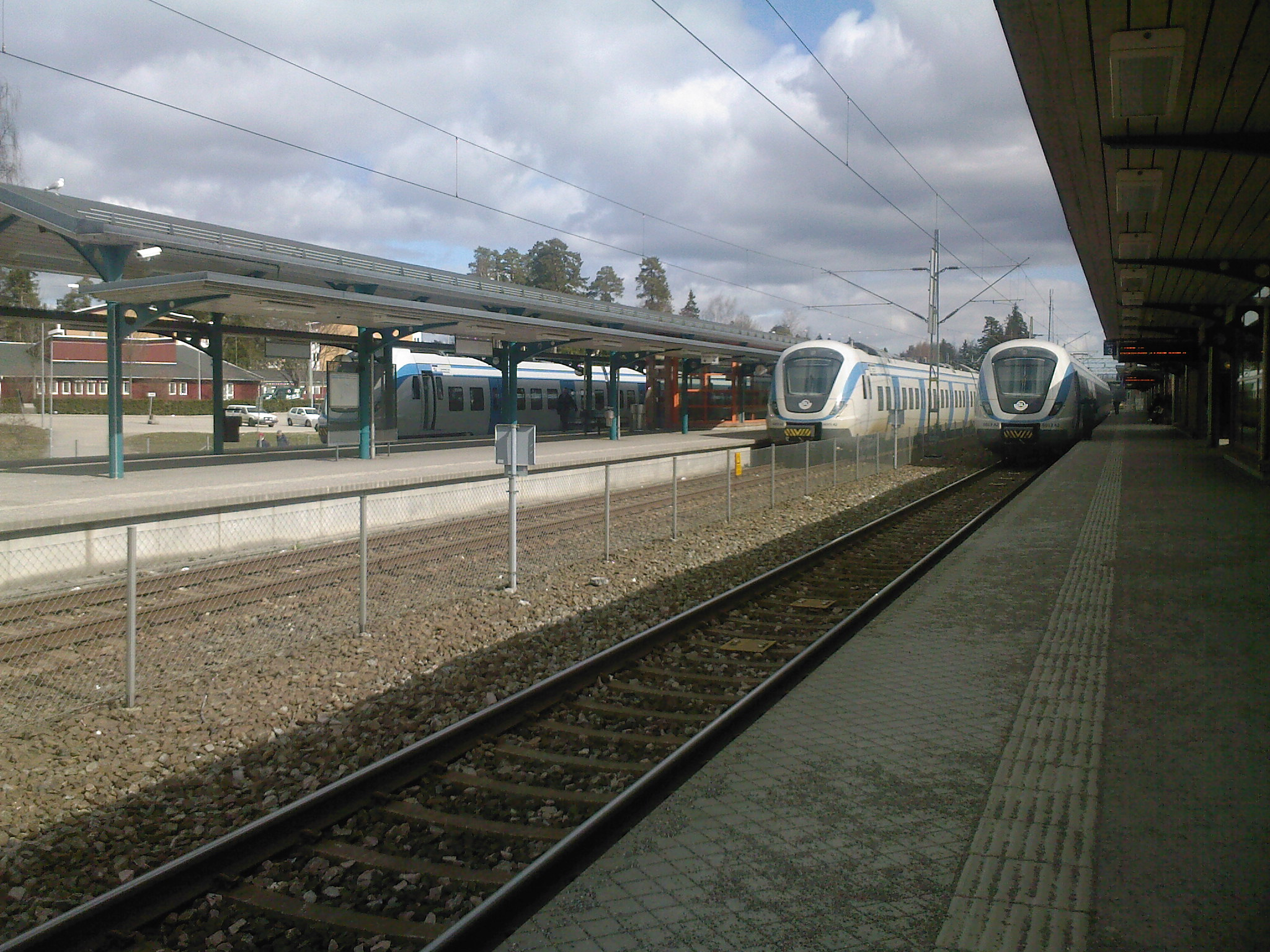
Залізнична станція
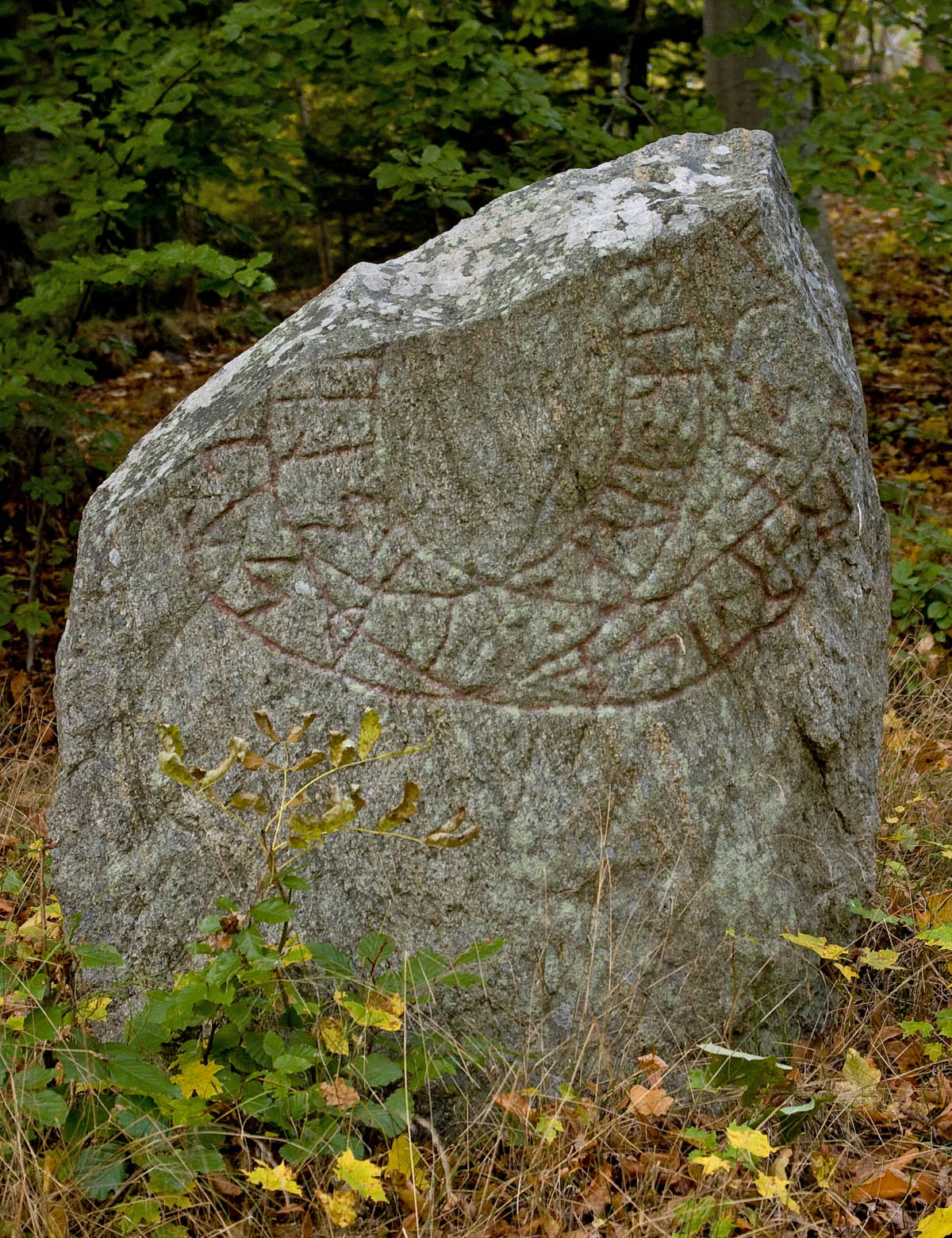
Рунічний камінь